# Cyrtodactylus sworderi
Espèce
Synonymes
- Gymnodactylus sworderi Smith, 1925

Statut de conservation UICN

 EN  : En danger
Cyrtodactylus sworderi est une espèce de geckos de la famille des Gekkonidae.

## Répartition
Cette espèce est endémique de Malaisie péninsulaire.

## Étymologie
Cette espèce est nommée en l'honneur de Hope Sworder.

## Publication originale
- Smith, 1925 : A new Ground-Gecko (Gymnodactylus) from the Malay Peninsula. Journal of the Malaysian Branch, Royal Asiatic Society, vol. 3, n. 1, p. 87.